# ديك كيرل
ديك كيرل (بالإنجليزية: Dick Curl)‏ هو لاعب كرة قدم أمريكية أمريكي، ولد في 4 مايو 1940 في تشيستر في الولايات المتحدة.